# Julia Dream
«Julia Dream» es el lado B del sencillo "It Would Be So Nice" de Pink Floyd. Fue luego puesto en varios compilados: The Best of the Pink Floyd, Relics, y en el disco The Early Singles incluido en el box set Shine On. La canción fue escrita por Roger Waters.
"Julia Dream" está caracterizada por su tempo lento, el airoso ambiente de sonidos del Mellotron y estribillos relajantes.
Es la primera canción que crearon tras la salida de Syd Barrett del grupo, y en los segundos finales de la canción, se puede escuchar que susurran "Syd".

## Personal
- David Gilmour – voz principal, guitarra acústica, guitarra eléctrica procesada por delay
- Roger Waters – bajo, segundas voces
- Rick Wright – mellotron, órgano Hammond, segundas voces
- Nick Mason – percusión

## Otras versiones
Mark Lanegan solía tocar la canción durante su tour acústico en 2010.